# Le Rosier de madame Husson
Pour les articles homonymes, voir Rosier (homonymie).
Le Rosier de Mme Husson est une nouvelle de Guy de Maupassant, parue en 1887. Elle ouvre le recueil homonyme publié l'année suivante.

## Résumé
Un ami du narrateur, très imbu de l'histoire locale, raconte l'anecdote suivante :
Mme Husson, modèle de vertu de Gisors, s'est mis en tête de promouvoir la chasteté dans sa ville en couronnant une rosière. Mais aucune fille ne résiste à l'enquête de mœurs, aussi Mme Husson se rabat-elle sur l'esprit simple du village, Isidore, qui est couronné « rosier ». Or celui-ci utilise sa récompense pour s'encanailler à Paris.

## Adaptations

### Cinéma /Télévision
- 1931 : Le Rosier de madame Husson de Dominique Bernard-Deschamps avec Fernandel
- 1931 : La Déchéance d'Isidore avec Fernandel
- 1950 : Le Rosier de madame Husson de Jean Boyer. Marcel Pagnol, auteur du scénario, imagine que le personnage, joué par Bourvil, est déniaisé par une dame patronnesse.
- 2008 : Le Rosier de madame Husson de Denis Malleval dans le cadre de la série Chez Maupassant (deuxième saison) sur France 2.

### Musique
- La nouvelle a inspiré le livret de l'opéra Albert Herring (1947) de Benjamin Britten.